# 坂井千明
坂井 千明（さかい ちあき、1951年2月14日 - 2024年1月9日）は、日本中央競馬会 (JRA) に所属していた元騎手。引退後は競馬評論家。東京都出身。

## 来歴・人物
1970年に騎手免許を取得し、同年3月1日に初騎乗（東京競馬場第8競走、トキノマツカゼで6着）。同年3月29日、中山競馬場第6競走でファイトパワーに騎乗し、初勝利。2004年9月30日に引退するまでJRA通算9,864戦688勝（うち障害競走57戦10勝）、重賞11勝の成績をあげた。
1994年には第55回菊花賞でヤシマソブリンに騎乗し、ナリタブライアンに7馬身差ながら2着に入っている。
1990年度と1999年度の厩舎関係者表彰フェアプレー賞を受賞している。

### 千明塾
騎手引退後は競馬評論家として活動を行う傍ら、若手騎手の勉強会、通称「千明塾」を主宰し、騎乗のポイントから営業の方法まで、幅広い指導を行っている。同塾の門下生には松岡正海、石橋脩、吉田隼人、丹内祐次、津村明秀らがいる。また大西直宏とともに、国際馬事学校で講師を務めていたこともある。また、美浦近郊の牧場で騎乗スタッフとしても勤務していた。
2024年1月9日、肺血栓塞栓症のため、死去した。72歳没。

## 主な騎乗馬
- アンセルモ（1975年クイーンステークス・牝馬東京タイムズ杯）[1][3]
- タケノテンジン（1979年東北記念）[1]
- ギンザン（1980年セイユウ記念）[1]
- エビスジョウジ（1987年東京新聞杯）[1]
- ラケットボール（1990年オールカマー）[1]
- リーゼンシュラーク（1992年七夕賞）[1][12]
- ヤシマソブリン（1994年ラジオたんぱ賞）[1][3]
- マイヨジョンヌ（1996年新潟大賞典・福島記念、1997年新潟大賞典）[1][2]

その他
- ダイナコスモス
- ドウカンヤシマ
- トウショウナイト
- シンコウスプレンダ
- ミラクルタイム
- ロイスアンドロイス

## テレビ出演
- ウハウハ競馬（テレビ埼玉ほか）[13]
- ケイバdeブレイク!（BSフジ）[4]
- 週刊UMAJIN（BSフジ）[14]

## 著書
- 坂井千明のコースの達人 : JRA本部関係者や現役騎手も真実を語った（メディアプロダクション、2005年、ISBN 4-903262-00-6）